# Пенчевский, Артемий Петрович
Артемий Петрович Пенчевский (1906 — 1966) — советский военачальник, генерал-майор (17.01.1944). Начальник штаба 5-й, 33-й и 70-й армий в период Великой Отечественной войны. Участник Гражданской, Испанской и  Советско-финской войн.

## Биография
Родился 12 марта 1906 года в Тарту Эстляндской губернии.
С 1918 года призван в ряды РККА, служил красноармейцем 8-го броневого отряда. С 1918 по 1922 год участник Гражданской войны и участник борьбы с вооружёнными бандами под Винницей. С 1922 года служил на командно-штабной работе в частях и соединениях РККА. 
С 1930 года служил  по линии Разведывательного управления РККА в качестве секретного уполномоченного 1-го (западного) отдела этого управления. В 1935 году произведён в капитаны. С 1937 года от Разведывательного управления РККА был участником Гражданской войны в Испании в качестве инструктора. С 1937 по 1938 год обучался в Военной академии РККА имени М. В. Фрунзе. С 1939 по 1940 год являлся участником Советско-финской войны. 
В 1940 году произведён в полковники. С октября 1940 по март 1941 год — начальник штаба 28 стрелкового корпуса в составе Западного Особого военного округа. С 12 по 27 декабря 1941 года в период Великой Отечественной войны — начальник штаба 26-й отдельной стрелковой бригады. С сентября 1941 года — начальник штаба 326-й стрелковой дивизии в составе дивизии являлся участником Московской битвы. 
С августа 1943 по февраль 1944 года — начальник штаба 5-й ударной армии, с февраля по июнь 1944 года — начальник оперативного отдела этой армии, в составе 4-го Украинского фронта армия принимала участие в  Донбасской стратегической и Мелитопольской наступательных операциях, с 29 февраля 1944 года в составе 3-го Украинского фронта  армия участвовала в Днепровско-Карпатской операции и в Ясско-Кишинёвской стратегической операции. 17 января 1944 года Постановлением СНК СССР А. П. Пенчевскому было присвоено звание генерал-майор. С 9 июня по 12 августа 1944 года — начальник штаба 33-й армии. С 12 августа по 3 марта 1945 года — начальник оперативного отдела, с 3 марта по 17 апреля 1945 года — начальник штаба 70-й армии. С 1945 года — старший преподаватель Высшей военной академии имени К. Е. Ворошилова.
Скончался 17 июня 1966 года в Москве, похоронен на Донском кладбище. 

## Награды
- Орден Ленина (21.02.1945);
- четыре ордена Красного Знамени (21.02.1943; 21.07.1944; 03.11.1944; 02.06.1945);
- Орден Кутузова II степени (17.09.1943);
- Орден Красной Звезды;
- Медаль «За оборону Москвы»;
- Медаль «За оборону Сталинграда»;
- Медаль «За победу над Германией в Великой Отечественной войне 1941—1945 гг.»[1][2][8].